# Gérygone à collier roux
Aphelocephala pectoralis
Espèce
Statut de conservation UICN

 NT  : Quasi menacé
La Gérygone à collier roux (Aphelocephala pectoralis) est une espèce de passereau de la famille des Acanthizidae.

## Répartition
Elle est endémique en Australie et trouvée surtout dans le nord de l'Australie-Méridionale.

## Habitat
Elle préfère les habitats ouvert dans les zones montagneuses comme les hauts plateaux, dans les paysages de pierres parsemés d'arbustes vivaces  de la famille des Chenopodiaceae. On la rencontre plus fréquemment dans les zones où existe des cours d'eau temporaires, dans lesquelles on peut trouver une végétation arbustive plus dense. Elle se nourrit sur le sol de graines et d'arthropodes. Elle est menacée par la perte de son habitat.

## Menaces
Le bétail et les lapins sont sa principale menace à long terme, car ils se nourrissent d'arbustes vivaces, particulièrement Maireana astrotricha, dont l'espèce dépend. La consommation intensive des broussailles de Chenopodiaceae a presque certainement causé le départ de l'espèce de sites précédemment utilisés. Ironiquement, une réduction récente du nombre de lapins a peut-être permis une accumulation suffisante de combustible pour des feux de broussailles, pouvant détruire une grande surface en une seule fois. Certaines parcelles d'habitat sont menacés par l'exploitation minière de l'opale. Il y a eu une forte augmentation de l'activité minière en Australie-Méridionale ces dernières années et certaines mines sont connues pour être implantées dans des zones qui connaissaient des densités relativement élevées de l'espèce.